# 佛勞洛斯
佛勞洛斯（英文：Flauros），是所羅門王72柱魔神中排第64位的魔神，位階公爵，統帥36個軍團。別名「豪瑞斯」（Haures）。外型是強壯且兇猛的豹，也能依照召喚者的意思化成人形，通常會帶著灼熱的眼眸以及可怕的面孔。
他能回答所有事物的答案，但必定說謊。要使他吐實必須讓他站在特別的魔法三角陣中，他將會樂於談論關於神聖、創世、自己乃至於其他墮落天使。
他能通過焚毀來消滅追隨者的敵人，也能使追隨者不受精神或是任何物質的誘惑。據說，也能通過召喚他來對其他惡魔進行復仇。

## 流行文化
- 在日本动画《机动战士高達 铁血的孤兒》中為铁华团偶然間挖掘出土的机体，後成為諾爾巴·西諾最新驾驶的座機並得到「四代目流星號」之名，机体编号（ASW-G-64）亦对应其在七十二柱魔神之中的排名，在所属方为铁华团。
- 《原神》裡的鹽神。